# Подпрятов Сергій Євгенович
Сергі́й Євге́нович Подпря́тов — доктор медичних наук, заслужений лікар України, лауреат Державної премії України.
Подпрятов — практикуючий хірург Київської міської клінічної лікарні № 1. Практикує технологію зварювання живих м'яких тканин тіла тварин і людини, винайдену в Інституті електрозварювання імені Патона.
Провідний спеціаліст відділу зварювання живих тканин. Співлауреат Державної премії України в галузі науки і техніки «за зварювання м'яких живих тканин».
Лауреат Державної премії України 2004 року — за розробку та впровадження в клінічну практику хірургічних методів електрозварювання живих, м'яких тканин; разом з Ю. М. Захарашем, О. М. Івановою, В. В. Лебедєвим, О. В. Лебедєвим, А. В. Макаровим, Б. Є. Патоном, М. Ю. Ничитайлом, Ю. О. Фурмановим.